# Walter Garski
Walter Garski (* 12. November 1884 in Berlin; † 11. November 1961 in Meisenheim) war ein deutscher Grafiker und Zeichenlehrer. Er ist nicht zu verwechseln mit dem 1899 geborenen Zeichner und Illustrator Walter Gorski.

## Leben
Walter Garski wurde in Berlin als Sohn des Kanzleisekretärs Emil Garski geboren. Der Vater stammte aus Deutsch Krone (Westpreußen), die Mutter aus Mecklenburg. Er besuchte die Volks- und die Realschule bis zum Abschluss. Da sein Vater starb, als er erst 12 Jahre war, verdankt Garski der unermüdlichen Arbeit seiner Mutter seine Ausbildung. So konnte er in die Königliche Kunstschule zu Berlin eintreten, allerdings erst nach einer Sondergenehmigung, da er noch sehr jung war. 1906 bestand er das Examen als Zeichenlehrer für Höhere Schulen.
Im gleichen Jahr trat Garski seine erste Stelle an der Oberrealschule Saldria an, die er 43 Jahre innehatte. Hier war er als Zeichenlehrer tätig. Daneben arbeitete er in den 1920er Jahren zeitweilig zudem in der Wredowschen Zeichenschule. Sein Hauptaugenmerk galt dabei künstlerisch begabten Kindern und Jugendlichen. Daneben war er lange im Schüler-Ruder-Verein „Saldria“ und als Leiter der Damen-Ruder-Riege des Brandenburger Ruderklubs tätig.
Im Vorstand des Historischen Vereins Brandenburg a. d. Havel e. V. war er von 1913 bis 1920 Vorsteher der kulturgeschichtlichen Sammlung, schied dann aber aus dem Verein aus. In seinem umfangreichen Werk dokumentierte er die Entwicklungen der Stadt, aber auch ihre Katastrophen. Häufig arbeitete er auch im Auftrag der Stadtverwaltung, so z. B. gestaltete er in der Inflationszeit in den Jahren 1922/23 das Notgeld der Stadt. Für Brandenburger Gewerbe- und Industriebetriebe fertigte er in dieser Zeit Kataloge, Prospekte und Plakate. Bildeten für ihn vor dem Zweiten Weltkrieg vor allem Brandenburgs mittelalterlich geprägte Straßen und Plätze, aber auch die neuen Wahrzeichen von Verkehr und Handel das Sujet, so widmete er sich 1945 im Auftrag der Stadtverwaltung den Zerstörungen der Stadt. Dabei vermied er es, lediglich das Bild vollkommener Trostlosigkeit zu vermitteln und verwies immer wieder auf Zeichen neuen Lebens, das sich selbst in Form blühender Bäume zwischen den Trümmern regte. 1945 trat er in die SPD ein, die er aber 1946 bei der Gründung der SED wieder verließ.
Nach der Zerstörung des Saldria-Schulgebäudes am Salzhofufer durch den Luftangriff der Alliierten am 31. März 1945 musste die Schule in den Räumen der ehemaligen Ritterakademie am Dom den Schulbetrieb fortsetzen. Die dortigen unerfreulichen Verhältnisse, besonders für den Zeichenunterricht, bewogen ihn zur Ingenieurschule für Bauwesen in Brandenburg zu wechseln, wo er als Dozent Technisches und Freihandzeichnen unterrichtete. Als diese Schule 1951 nach Apolda (Thüringen) verlegt wurde, zog er mit seiner Tochter Annemarie, die auch seit 1944/45 als Lehrerin an der Saldria und danach an der Ingenieurschule tätig war, dorthin um. 1952 wurde er in den Ruhestand versetzt und blieb zunächst in Apolda wohnen. Als seine Tochter 1955 in Meisenheim bei Bad Kreuznach (Rheinland-Pfalz) eine Stelle als Studienrätin bekommen hatte, verließ Walter Garski 1956 die DDR und verbrachte seinen Lebensabend bei seiner Tochter. Er starb einen Tag vor seinem 77. Geburtstag.
2011 widmete das Stadtmuseum Brandenburg an der Havel, das etwa 140 seiner Werke besitzt, dem Künstler anlässlich seines 50. Todestages eine Sonderausstellung.

## Werke (Auswahl)
- Herbststimmung am Plauer See (Aquarell, 1950)[2]
- Frühstücks-Stillleben mit Kanne, Tasse und Spiegeleiern (Aquarell, 1949)[3]
- Maschinendrusch auf dem Feld (Radierung, 1952)[4]

siehe auch Werke von Walter Garski – museum-digital.de